# منتخب الهند للريشة الطائرة
منتخب الهند لتنس الريشة (بالإنجليزية: India national badminton team)‏ هو ممثل الهند الرسمي في المنافسات الدولية في كرة الريشة .